# Миусский лиман
Миусский лиман — является эстуарием реки Миус, впадающей в Азовское море.
Длина лимана — около 33 км. Средняя ширина — 2 км, местами имеются сужения до 200 м и расширения до 3 км. Средняя глубина 0,96 м. Площадь водной поверхности — 59 км². Колебания уровня воды в лимане незначительны — 60-70 см. Климатические условия в лимане близки к условиям в Таганрогском заливе.
Вода в реке Миус содержит большое количество минералов. Содержание сухих агентов, таких как пыль, превышает норму в 1,5 раза, сульфатов — 4 раза. Соединяется лиман с Азовским морем гирлом, шириной около 400 м. В настоящее время длина Миусского лимана достигает 40 км, а глубина — 3-5 м.

## Галерея

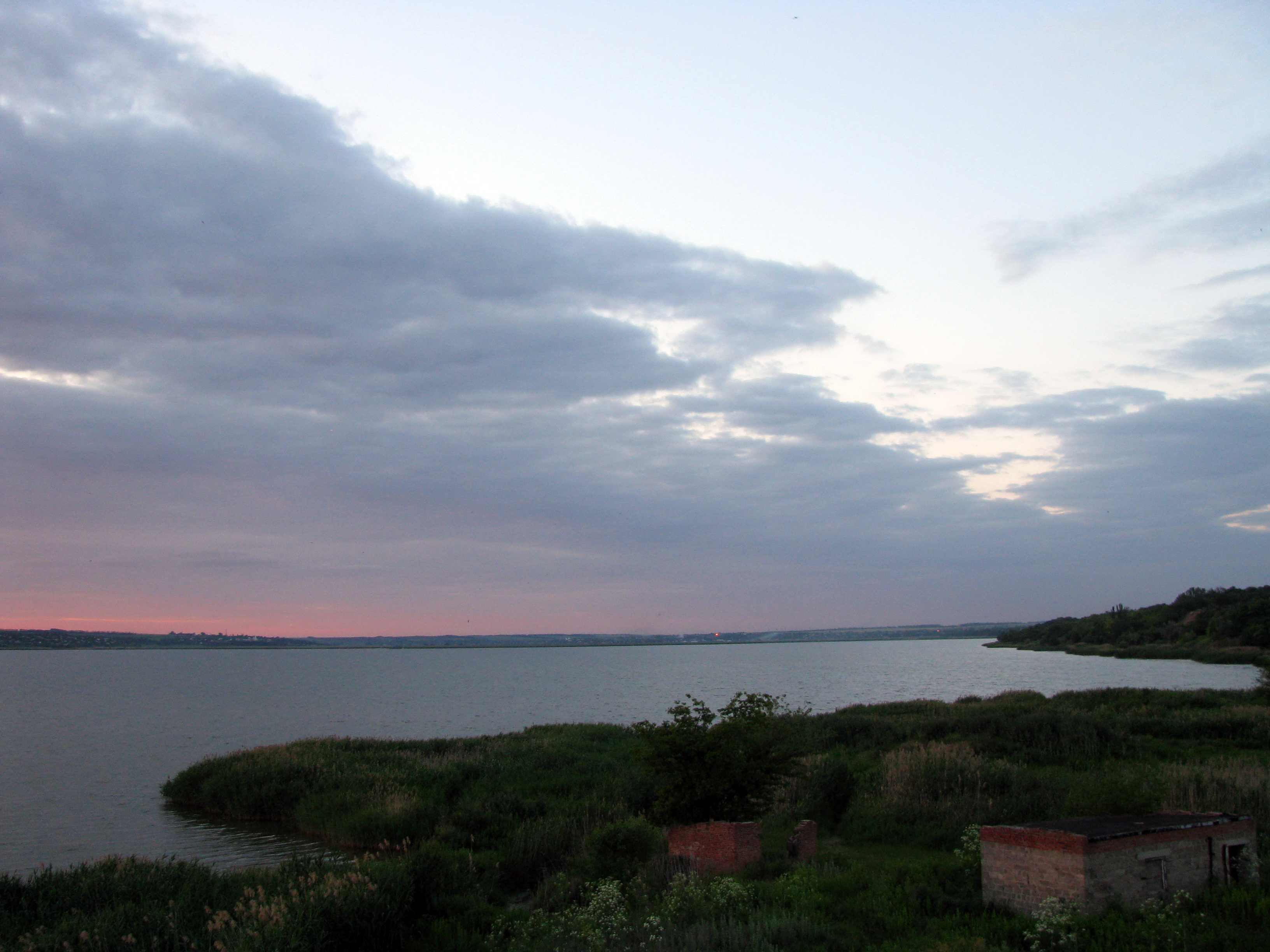
Миусский лиман на закате
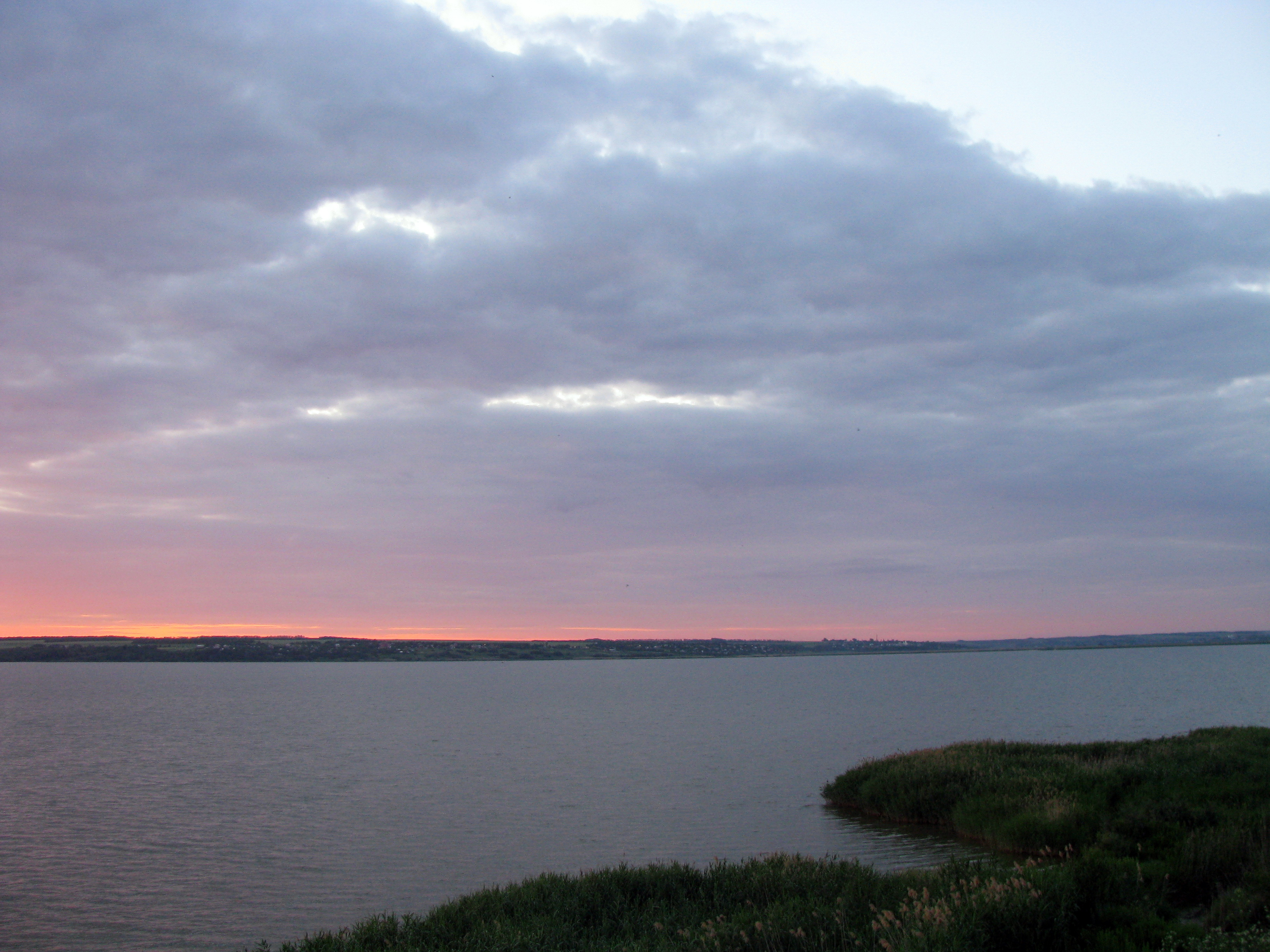
Миусский лиман на закате
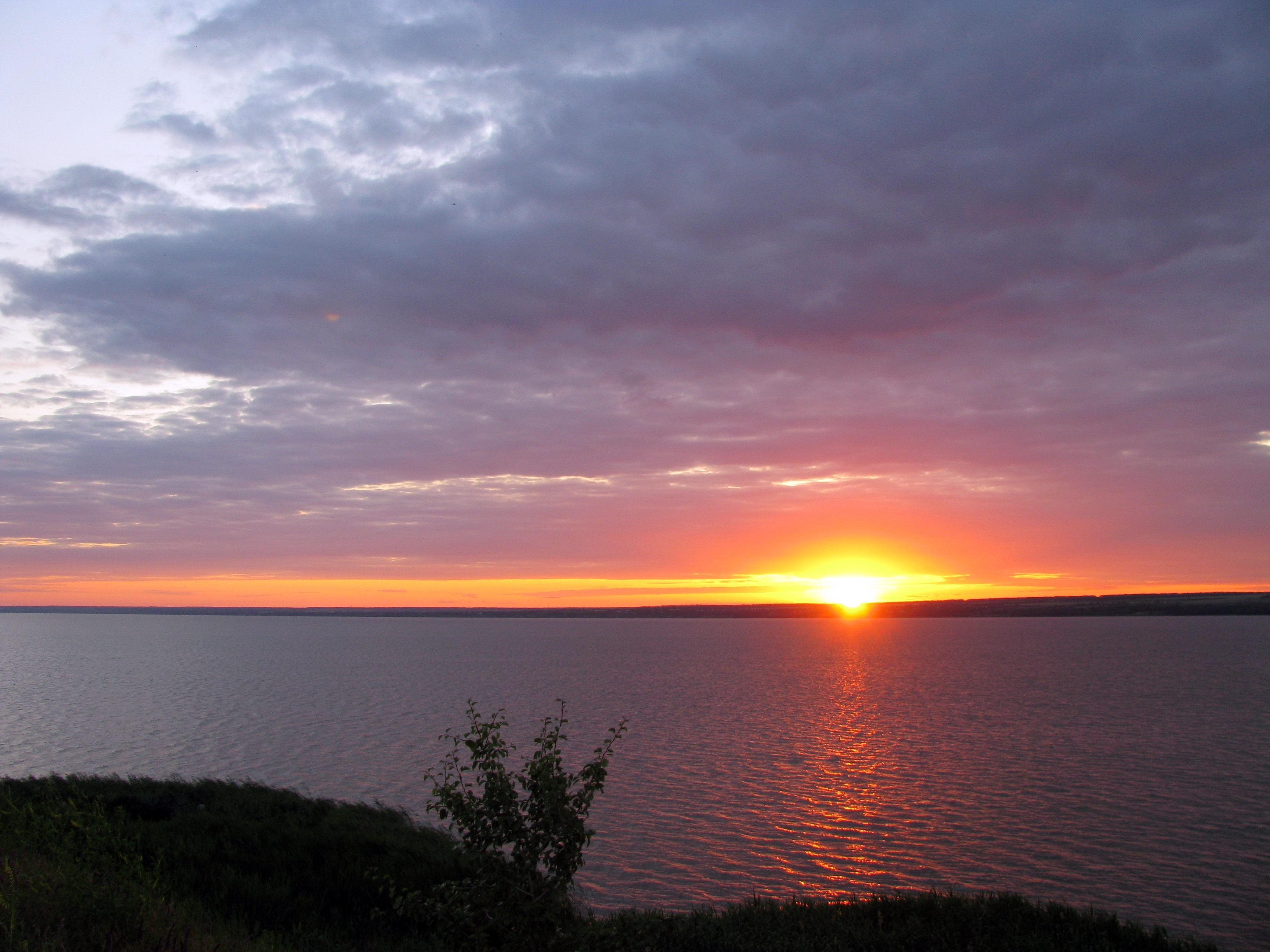
Миусский лиман на закате
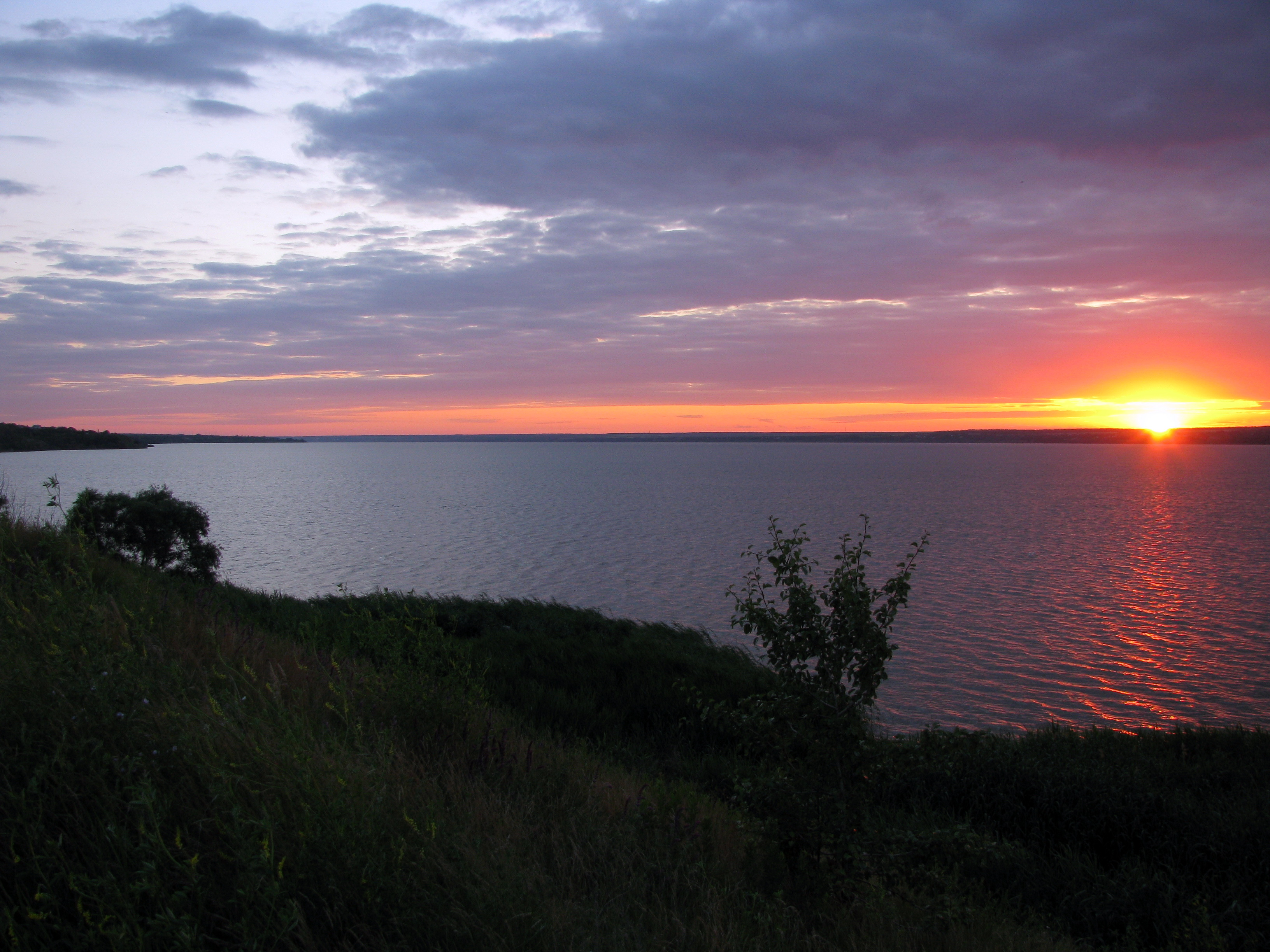
Миусский лиман на закате
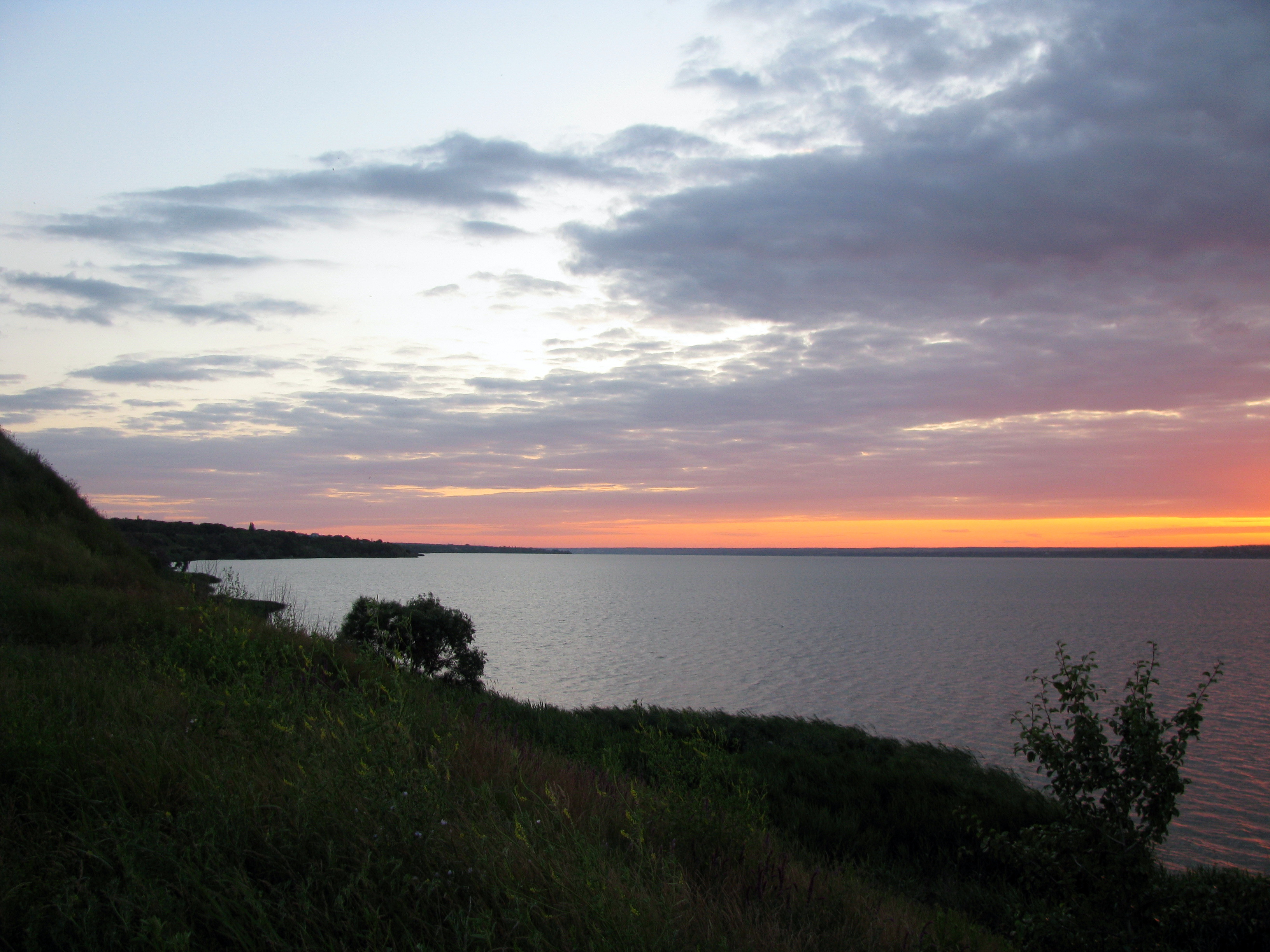
Миусский лиман на закате
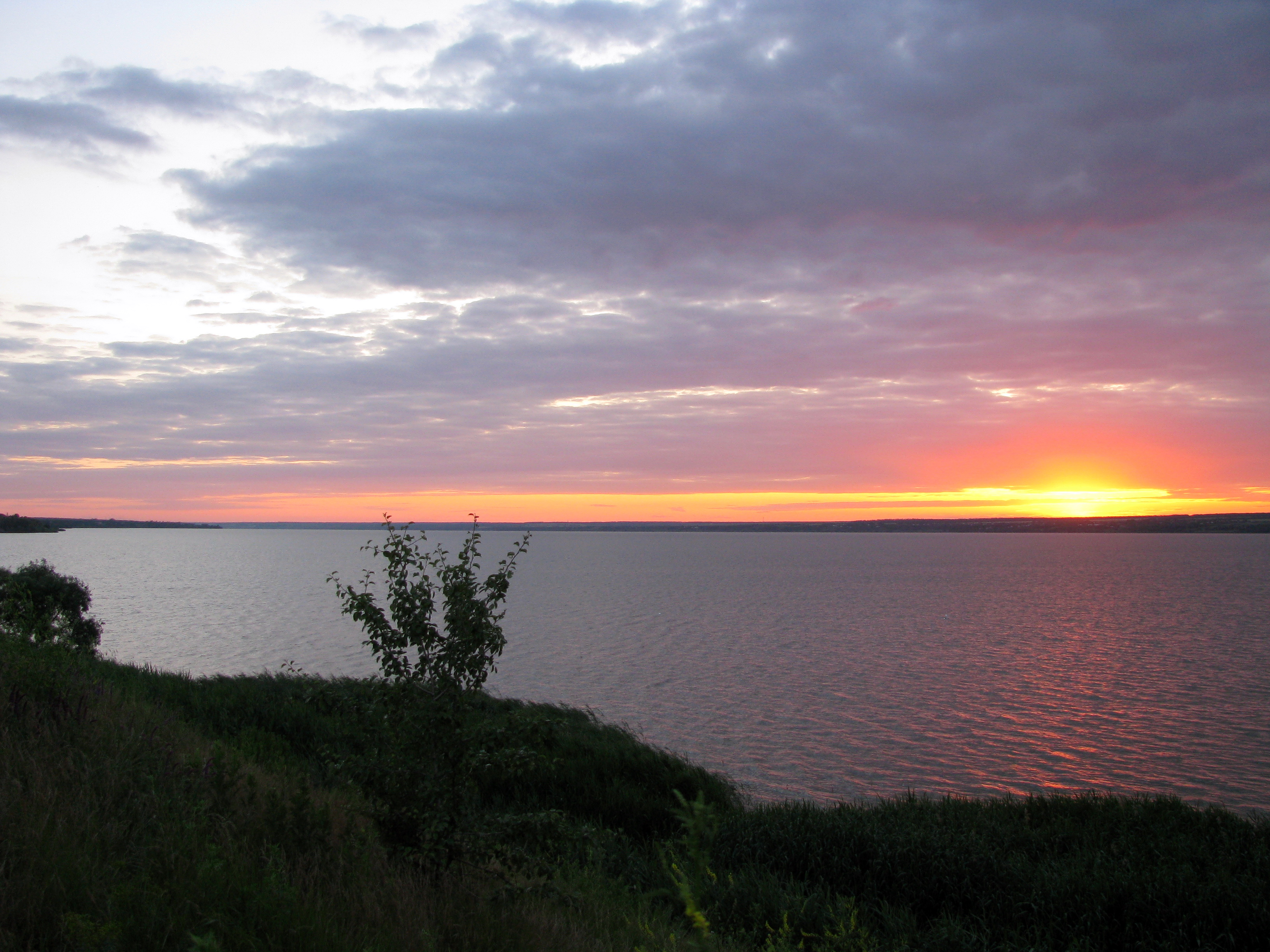
Миусский лиман на закате
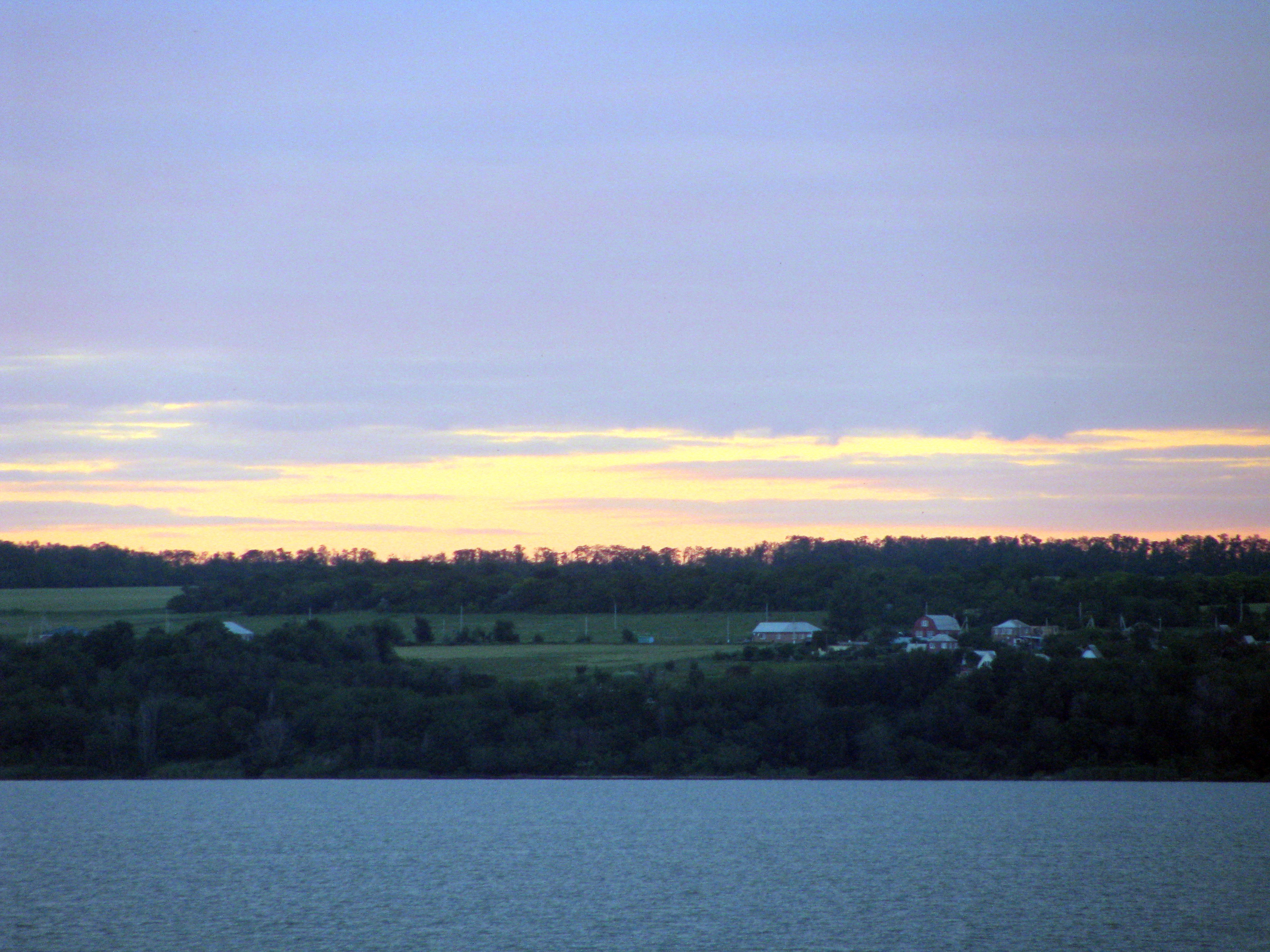
Вид на Золотарево
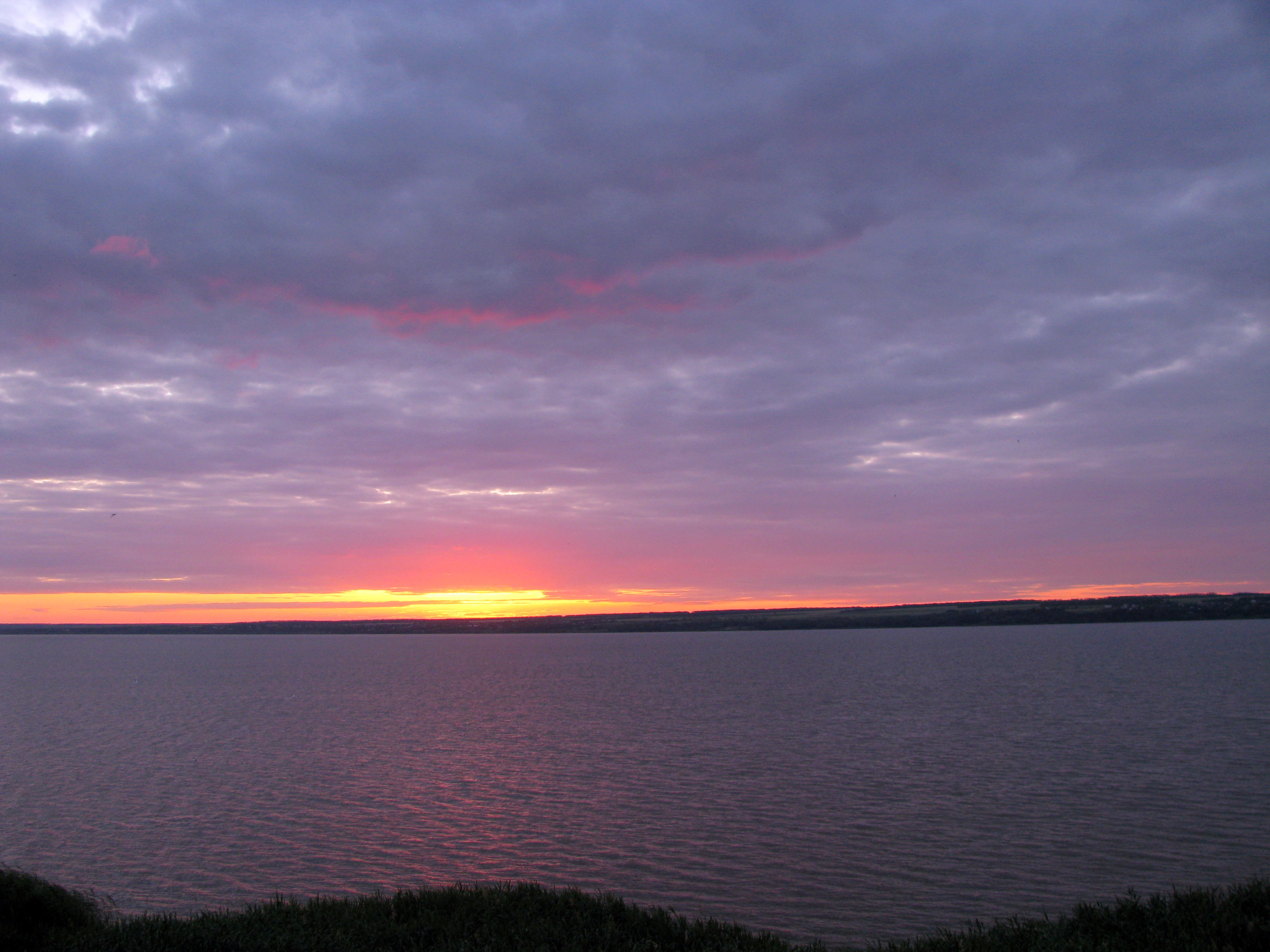
Миусский лиман на закате
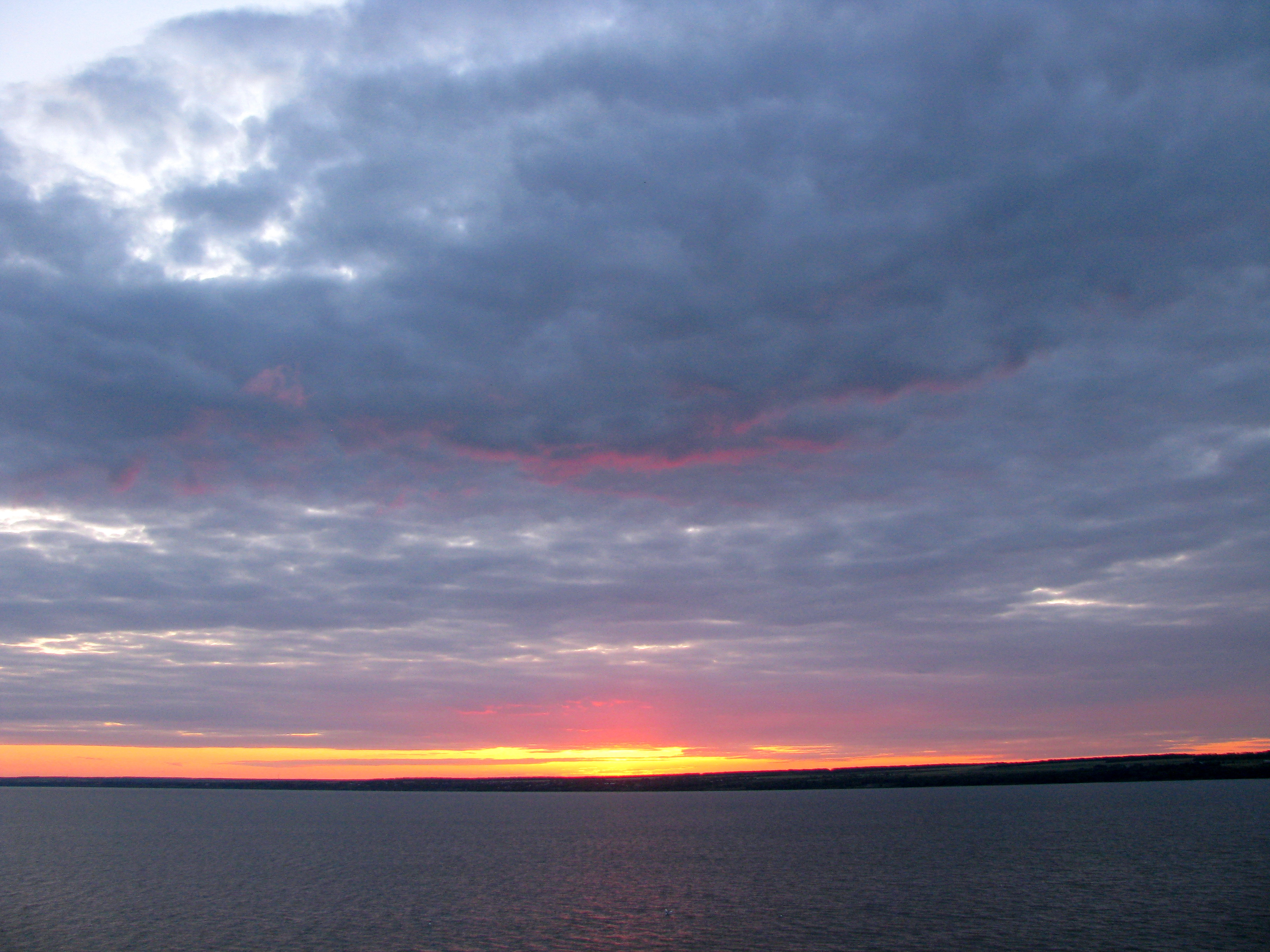
Миусский лиман на закате